# Diva Futura
Diva Futura era l'agenzia di casting e produzione fondata nel 1983 da Riccardo Schicchi e Ilona Staller. Fu la prima agenzia in Italia specializzata in pornografia. Alla morte di Riccardo Schicchi, fondatore e proprietario, avvenuta a Roma il 9 dicembre 2012, il marchio "Diva Futura" e quanto collegato diventa di proprietà della moglie Éva Henger e dei figli Mercédesz e Riccardo Beltaim Jr.. È stata chiusa nel 2021 con un capitale sociale pari a €20.000.000,00. Éva Henger con i figli mantengono i diritti d'autore e i diritti del catalogo dei film; in particolare Éva conserva l'archivio a Campagnano di Roma.

## Storia
In seguito ai successi del duo Riccardo Schicchi/Ilona Staller, i due decisero di creare qualcosa sul quale appoggiare la loro attività. In un primo momento, più che la produzione di film e spettacoli a luci rosse, il target dell'agenzia fu quello di reclutare nuove dive per il neonato mercato pornografico italiano. A quel tempo inoltre la pornografia era soprattutto cartacea e Schicchi era infatti un fotografo professionista. Fra i primi personaggi usciti da questa scuderia Ramba, Moana Pozzi. In seguito anche Petra (che fu l'unico personaggio legato solamente al cinema soft) poi Barbarella, Milly D'Abbraccio ed Éva Henger, quest'ultima sposata da Riccardo Schicchi il 9 gennaio 1994 a Roma.
Mietendo un successo dopo l'altro, l'agenzia fu l'ammiraglia del periodo d'oro del porno italiano. Ha seguito il mercato nel suo sviluppo, dal cartaceo al cinema pornografico, alla produzione per l'home video, alle linee erotiche a pagamento la cui produzione avveniva in una sede di Pescara. Nel 1985 ha prodotto il primo film hardcore della carriera di Ilona Staller Telefono rosso. Nel 1986 ha realizzato il suo primo spettacolo live Curve deliziose. La sede dell'agenzia sulla via Cassia era diventata anche un po' il rifugio dell'amore libero, dove non esistevano limiti alla naturale propensione sessuale. L'agenzia pubblicava anche delle riviste e calendari; Éva Henger è stata protagonista di 15 calendari "Diva Futura" e ogni suo calendario, anche non legati al marchio, ha venduto centinaia di migliaia di copie ciascuno.
Negli anni '90 l'agenzia ebbe anche un coinvolgimento in politica, con la fondazione del Partito dell'Amore da parte di Riccardo Schicchi e Moana Pozzi. Nel 1996 l'azienda organizza come trovata pubblicitaria la visita a Mercatale di Gessica Massaro e l'innamoramento per Pietro Pacciani, accusato di essere il mostro di Firenze. L'attrice afferma di avere avuto un rapporto completo con Pacciani e di avere un video come prova, ma viene mostrata solo la passeggiata dei due nel giardino della casa; contemporaneamente l'ex-detenuto smentisce i fatti.
La sede dell'agenzia ha anche subito un incendio doloso nel 1998, che ne danneggiò i locali e distrusse l'archivio. L'incendio è stato appiccato da uno spasimante rifiutato da Éva Henger, l'uomo soprannominato "il russo", aveva già picchiato Riccardo Schicchi, e perseguitava Éva Henger di cui si diceva innamorato. L'incendio ha causato notevoli danni, anche a fotografie di notevole valore.
Nel 1998 Éva Henger è stata la protagonista de Le avventure ermetiche di Eva Henger, fumetto voluto da Riccardo Schicchi, disegnato da Giuseppe Di Bernardo con Jacopo Brandi su un'idea di Marco Bianchini; veniva pubblicato a puntate sulle riviste della Diva Futura.
Sebbene non prodotti direttamente da Diva Futura, sono interessanti anche una serie di progetti musicali delle star più famose dell'agenzia, tutt'oggi molto ambiti nel campo del collezionismo musicale. Le musiche usate per gli spettacoli live e per i film erano curate da Jay Horus e a volte incise, seppur con una distribuzione limitata, su vinile a 45gg, mix 12" o picture disk. Cicciolina si spinse oltre cercando di portare la pornografia anche in campo musicale, incidendo Muscolo rosso, forse la canzone con il testo più esplicito in tutto il panorama italiano, dedicata interamente all'organo genitale maschile, chiamato senza mezzi termini «il cazzo».
L'agenzia era proprietaria anche di "Diva Futura Channel", un canale satellitare dedicato interamente al mondo dell'eros.
Alla morte di Riccardo Schicchi, avvenuta a Roma il 9 dicembre 2012, il marchio "Diva Futura" e quanto collegato diventa di proprietà della moglie Éva Henger e dei figli Mercédesz e Riccardo Beltaim Jr. È stata chiusa nel 2021 con un capitale sociale pari a €20.000.000,00. Éva Henger con i figli mantengono i diritti d'autore e i diritti del catalogo dei film; in particolare Éva conserva l'archivio a Campagnano di Roma.

## Procedimenti giudiziari
Nell'aprile 2006 con l'agenzia Diva Futura sotto processo per associazione a delinquere finalizzata all'immigrazione clandestina e allo sfruttamento della prostituzione, vengono condannati alla pena di reclusione di 6 anni Riccardo Schicchi e 4 anni la moglie Éva Henger, più altri 2 anni a testa per alcuni collaboratori.

## Attori e attrici di Diva Futura
- Baby Pozzi[3]
- Barbarella
- Edelweiss
- Éva Henger
- Ilona Staller
- Jessica Rizzo
- Maurizia Paradiso[3]
- Mercedes Ambrus
- Milly D'Abbraccio
- Miss Pomodoro
- Moana Pozzi[3]
- Ramba[3]
- Roberta Gemma
- Rocco Siffredi, l'unico attore di sesso maschile che l'agenzia abbia avuto sotto contratto[4]
- Rossana Doll
- Vittoria Risi

## Galleria d'immagini

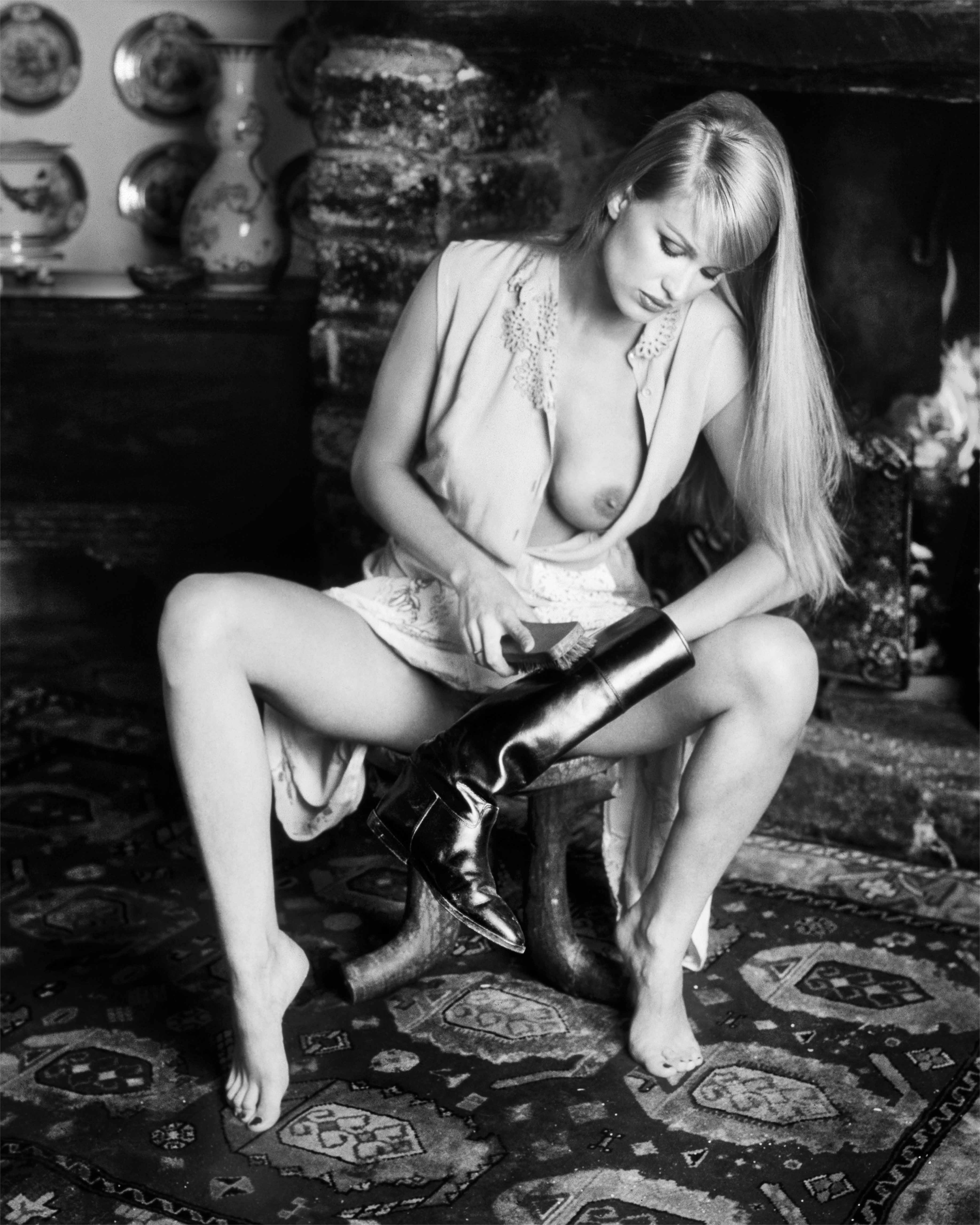
Éva Henger (la moglie di Riccardo Schicchi)
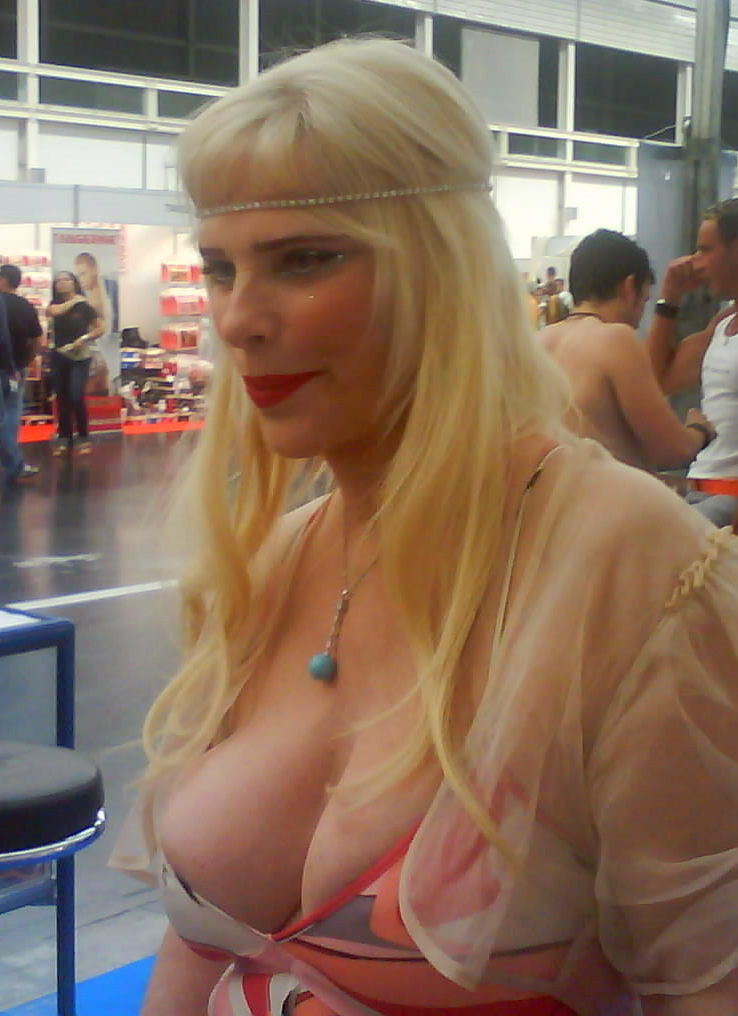
Ilona Staller
Moana Pozzi e Rocco Siffredi
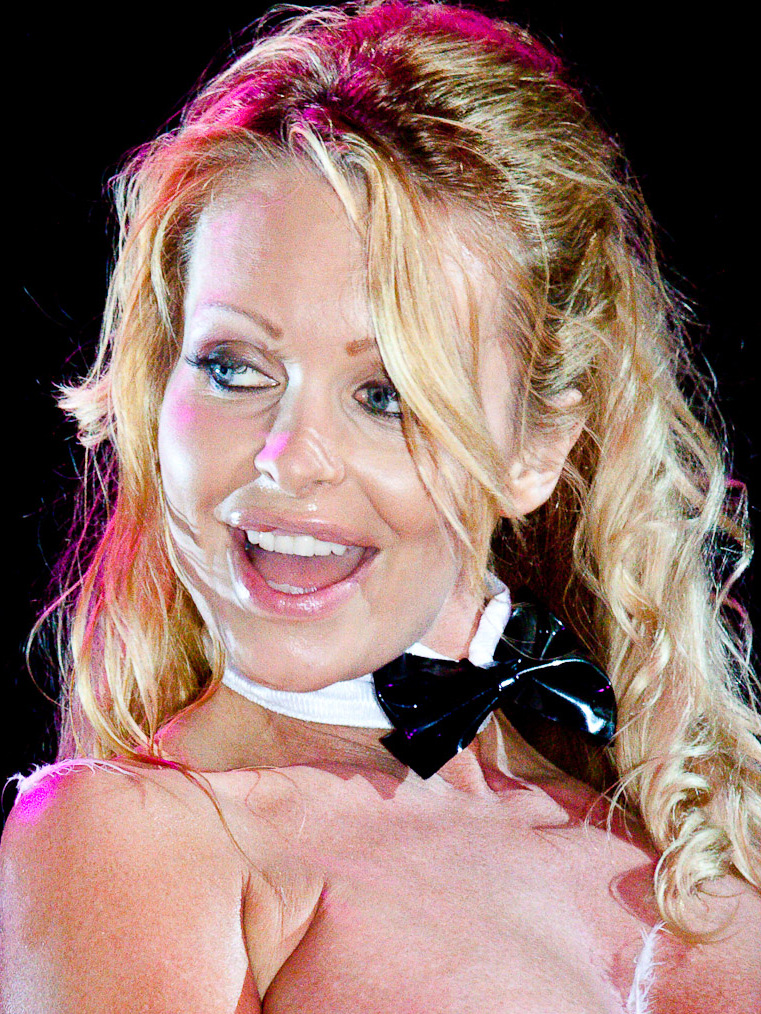
Mercedes Ambrus
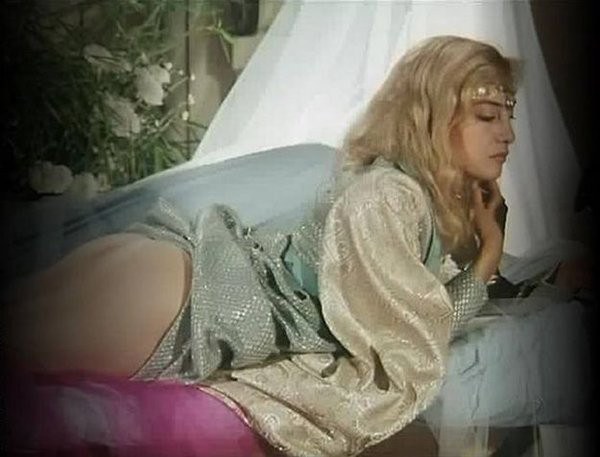
Baby Pozzi
Da sinistra verso destra: Barbarella, Jessica Rizzo, Moana Pozzi ed Éva Henger a Piazza di Monte Citorio.
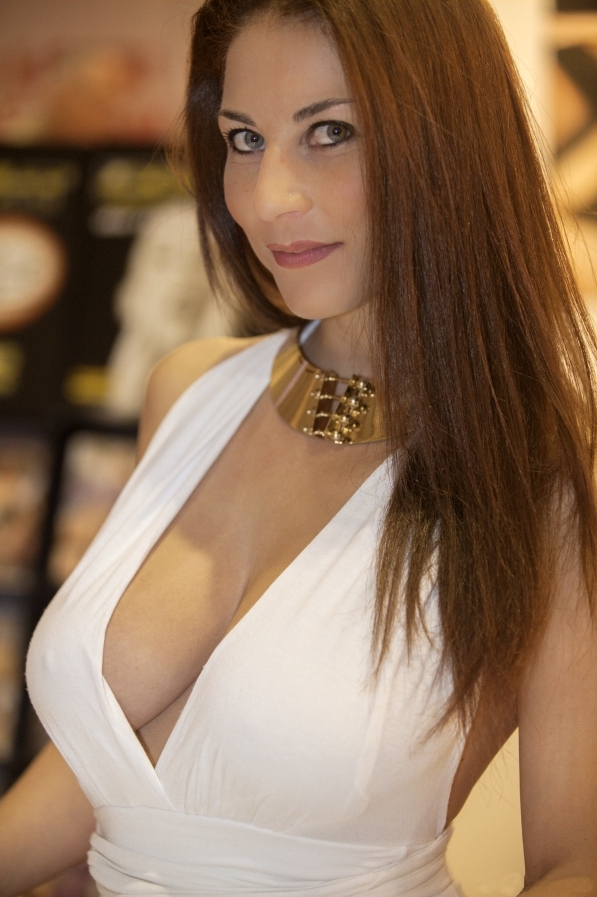
Roberta Gemma
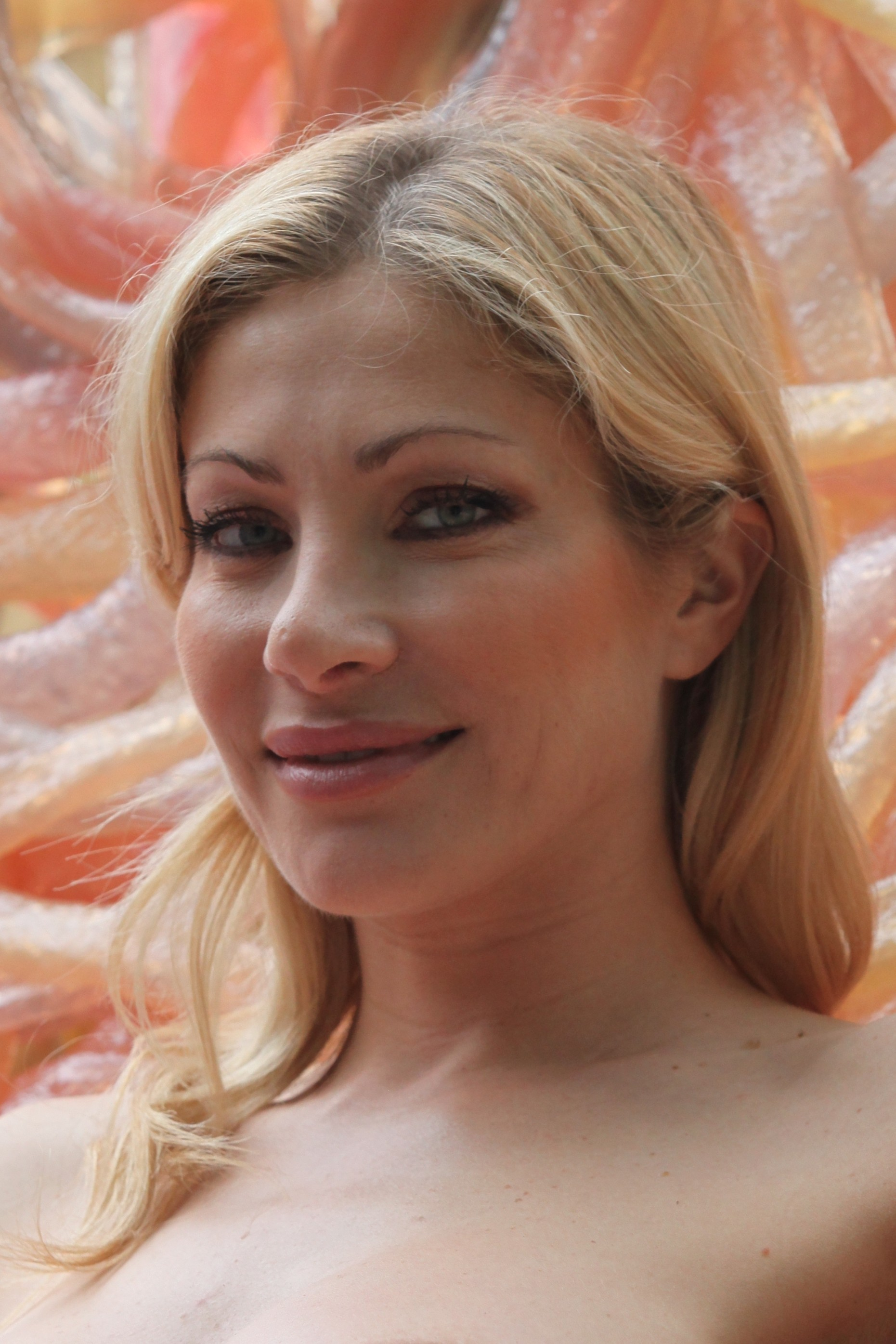
Vittoria Risi
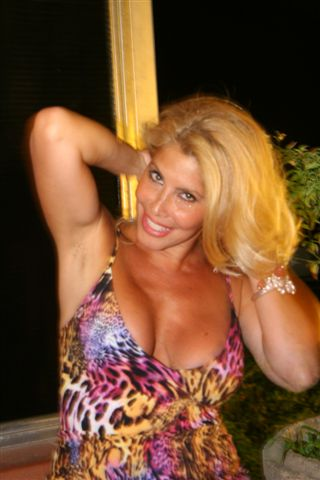
Milly D'Abbraccio